# Conversación con una momia
Conversación con una momia (en inglés: Some Words with a Mummy) es un cuento satírico del escritor estadounidense Edgar Allan Poe y fue publicado en abril de 1845, en la revista American Review: A Whig Journal. Es una de las primeras representaciones importantes de una momia egipcia resucitada.

## Argumento
El narrador, después de un día agitado, come una gran cantidad de welsh rarebit, acompañado de "cerveza negra", y luego se acuesta a dormir. Sin embargo, lo despierta la campanilla de la puerta. Su esposa atiende y vuelve al dormitorio tirándole una carta a la cara. Al leerla, comprueba que es de su viejo amigo el doctor Ponnoner, invitándolo a su casa para presenciar, junto a un selecto grupo de amistades, cómo se le quitarán las vendas a una momia traída de Egipto.
Al cortar el primer sarcófago descubren el nombre de la momia escrito en jeroglíficos: Allamistakeo. Retiran el segundo y el tercer sarcófago para dejar al descubierto el cuerpo que, para sorpresa de todos los presentes, no está envuelto en vendas o fajas de lino; sino en una especie de estuche de papiro cubierto de una capa de yeso toscamente dorada y pintada. Después de retirarlo, examinan el cuerpo. Lo encuentran en un estado excepcional, aunque no parece haber sido embalsamado de forma normal, ya que la piel está enrojecida y no hay incisiones.
El médico prepara los instrumentos para la disección, pero los hombres sugieren usar electricidad en la momia y comienzan los preparativos de inmediato. La cantidad de electricidad hace que la momia despierte y condene a los hombres por los abusos que le han dado. Los hombres se disculpan ante Allamistakeo, le explican por qué diseccionan momias y la importancia científica de ello. Satisfecho con la explicación y sus disculpas, Allamistakeo estrecha la mano de los hombres, que proceden a reparar los daños causados por sus incisiones. Luego, le dan ropa adecuada a Allamistakeo y se sientan a tomar vino y fumar puros.
Allamistakeo explica cómo llegó a convertirse en momia: los antiguos egipcios tenían una esperanza de vida mucho mayor que los hombres modernos, alrededor de unos mil años. También podían ser embalsamados, un proceso que detenía las funciones corporales y les permitía dormir durante cientos de años, para levantarse y continuar con sus vidas siglos después. Les explica que él pertenecía a una familia a la cual no les quitaban los órganos vitales antes de ser embalsamados.
Allamistakeo vuelve a reprender a los hombres por su ignorancia de la historia egipcia. Les explica que el hombre siempre ha sido monoteísta y que los dioses paganos eran símbolos de los diversos aspectos del único dios verdadero. Los hombres le preguntan, ya que tiene más de cinco mil años, si sabe algo sobre la creación del universo. Allamistakeo responde que nadie en su época albergaba la fantasía de que el universo hubiera sido creado, sino que siempre existió, aunque, algunos creían que los humanos fueron creados por generación espontánea de forma poligénica en diferentes lugares.
Los hombres modernos le cuentan sobre las diferencias en el pensamiento pasado y actual, insinuando que el pensamiento actual es superior. Los presentes se enzarzan en una discusión con Allamistakeo sobre qué civilización es superior, la suya o la de los antiguos egipcios. Allamistakeo defiende convincentemente la gran superioridad de su propia cultura en todos los aspectos, y termina gesticulando ante las ropas que le han puesto y sonriendo cuando mencionan los trajes. Por último, uno de los hombres pregunta si la momia conocía "la fabricación de las pastillas de Ponnonner o de las píldoras de Brandreth". A esto Allamistakeo tiene que aceptar la derrota y los hombres, sintiéndose triunfantes de saber más, se marchan a sus casas.
El narrador vuelve a su casa y a la cama. Al despertar a la mañana siguiente, decide que no está contento con su propio tiempo y las circunstancias que lo rodean, así que decide ir a ver al doctor Ponnoner para ser embalsamado por unos cien años.

## Publicación
En enero de 1845, la revista Columbian Magazine publicó Conversación con una momia; Poe probablemente retiró el artículo cuando le ofrecieron más dinero por él en otro sitio.: 484  Finalmente, se publicó en la edición de abril de 1845 de The American Review: A Whig Journal,: 224  que también incluía los poemas revisados de Poe El valle de la inquietud y La ciudad en el mar.: 522  El relato se volvió a publicar sin cambios poco después, en el número del 1 de noviembre de 1845 del Broadway Journal.: 224 

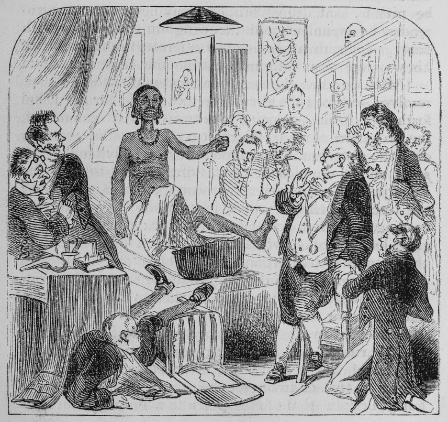
Ilustración para el cuento, autor desconocido. Es la primera imagen conocida de una momia egipcia revivida.

La historia es significativa por presentar la primera imagen conocida de una momia egipcia revivida. En una antología de 1852 de las obras de Poe publicada en el Reino Unido, una ilustración mostraba una momia revivida. Poe y el ilustrador desafiaron los estereotipos raciales aceptados y el imperialismo europeo.
Posteriormente el cuento sería incluido en Narraciones extraordinarias, una colección de varios de sus cuentos traducidos al francés y publicados por Charles Baudelaire en 1857.

## Adaptaciones
La historia fue adaptada como una ópera de un acto con el título  Allamistakeo, por el compositor italiano Giulio Viozzi (1912-1984) en 1954.
En 2004, la historia apareció en la antología de cómics Graphic Classics #10: Horror Classics, publicado por Eureka Productions, en una adaptación de Rod Lott con ilustraciones de Kevin Atkinson.